# Coppa Agostoni 1988
La Coppa Agostoni 1988, quarantaduesima edizione della corsa, si svolse il 18 agosto 1988 su un percorso di 236 km. La vittoria fu appannaggio dell'italiano Gianni Bugno, che completò il percorso in 6h04'00", precedendo i connazionali Massimo Ghirotto e Francesco Cesarini.

## Ordine d'arrivo (Top 10)
| Pos. | Corridore          | Squadra              | Tempo    |
| ---- | ------------------ | -------------------- | -------- |
| 1    | Gianni Bugno       | Château d'Ax Salotti | 6h04'00" |
| 2    | Massimo Ghirotto   | Carrera-Vagabond     | s.t.     |
| 3    | Francesco Cesarini | Ariostea Gres        | s.t.     |
| 4    | Franco Vona        | Château d'Ax Salotti | a 8"     |
| 5    | Danilo Gioia       | Atala-Ofmega         | a 3'39"  |
| 6    | Marcello Siboni    | Ariostea Gres        | s.t.     |
| 7    | Rolf Gölz          | Superconfex-Yoko     | a 5'46"  |
| 8    | Alberto Volpi      | Gewiss-Bianchi       | s.t.     |
| 9    | Bruno Leali        | Carrera-Vagabond     | s.t.     |
| 10   | Claudio Corti      | Château d'Ax Salotti | s.t.     |